# First International Computer
Die First International Computer, Inc. (FIC) ist ein taiwanischer Computerhersteller, der für andere Hersteller Komponenten konstruiert und herstellt. FIC produziert Motherboards, embedded computing systems, Grafikkarten, Personal Computers, Notebooks, Arbeitsspeicher und Mobiltelefone. Die Firma wurde 1980 von Ming-Jen Chien in Taipei, Taiwan, gegründet und ist an der Taiwan Stock Exchange (TSE 3701) gelistet. Nach eigenen Angaben beschäftigt das Unternehmen 2007 über 5000 Mitarbeiter.
FIC produzierte auch Geräte wie das Neo 1973 für das Betriebssystem Openmoko.